# Wiro Mahieu
Wiro Mahieu (Nijmegen, 1964) is een Nederlandse jazz-bassist. Hij legt zich toe op elektrische bas en contrabas.

## Carrière
Mahieu begon op zijn dertiende basgitaar te spelen, eerst elektrische bas en later ook de contrabas. Hij kreeg les aan het cultureel centrum De Lindenberg. Ook studeerde hij aan het conservatorium in Arnhem. Als bassist werd hij beïnvloed door onder meer de bassisten Eddie Gomez en Scott Lafaro.
Mahieu toerde uitgebreid door Europa met de groep van Luluk Purwanto (1989-1992). Hij speelde in het Waterland Sextet van Loek Dikker (1992-1997). In diezelfde tijd was hij ook actief bij de groep Vandoorn (1993-1998). Hij speelde bij Rob van den Broeck (1996-2005) en werkte in het trio van Eric Vloeimans (1997-2000) en in de groep van Jeroen Pek (1997-2006). Ook begon hij een eigen trio, Low Motion Trio, waarmee hij onder meer speelde op het North Sea Jazz Festival en toerde met Charlie Mariano (1997-2004 en vanaf 2012). Verder werkte hij bij Willem Hellbreker (2000-2007), Masha Bijlsma (2002-2004) en Amina Figarova (2001-2007) .
Andere musici waarmee hij heeft gespeeld zijn bijvoorbeeld Michiel Borstlap, Guus Tangelder, Colette Wickenhagen, Pierre Courbois, Ernst Reijseger, Gijs Hendriks, Rinus Groeneveld, Denise Jannah en Clous van Mechelen. Hij maakt deel uit van het kwintet van Paul van Kemenade (sinds 2004) en het kwartet van Ad Colen.
Hij is sinds 2004 medeorganisator van het Nijmeegse jazzfestival 'East of Eastern'. Mahieu speelde mee op zo'n 25 platen (2013).

## Discografie (selectie)
- Departures (duoplaat, met Rob van den Broeck), 1997

Low Motion Trio:
- Song, 1998
- Pays Bas, 2000

## Referentie
- Website Wiro Mahieu